# Chino (casta)
Chino o china es el nombre vulgar que se les da en Argentina, Uruguay, Ecuador y Río Grande del Sur a los indígenas.
El término china es muy utilizado en el campo y a veces describe a una moza mestiza, tanto en Uruguay como en Argentina y, sobre todo, en el campo.
Se usa para describir a una mujer joven, esposa, concubina o amante criolla de clase humilde. Siempre es una mujer de tez oscura, mestiza o india.
También se usa para describir a las empleadas domésticas cuando son de origen mestizo o indio, o provienen del campo.
En Chile se le denomina «china» a la representación o arquetipo del personal doméstico femenino al servicio de la hacienda, que normalmente recibía órdenes directamente de la «patrona» o esposa del dueño de la hacienda, y es representada como una mujer mestiza con ciertos rasgos europeos (ya que a las mujeres que presentaban rasgos marcadamente indígenas simplemente se les llamaba «indias»). Presenta usualmente cabello oscuro y viste una larga y colorida falda holgada de motivos florales. A comienzos del siglo XX, la denominación «china» pasó a tener connotaciones despectivas y, para mediados del siglo, directamente ofensivas, cayendo en desuso. Hoy, el término se usa en el folklore, y se refire a la compañera de baile del «huaso» (en el baile típico chileno de la «cueca») que usa el traje antes descrito, en contraposición al traje elegante, de color negro con encajes que representa al arquetipo de la patrona o esposa del dueño de la hacienda o fundo.

## En las fiestas
Entre las fiestas tradicionales del interior de Argentina y Uruguay existía la fiesta de la elección de la «Mejor Chinita».

## En la música
Existen muchas canciones con el tema de la china, como este tango de Cátulo Castillo:

Chinita de trenzas largas

tendidas alas sobre el misterio

te moja la lluvia amarga...

te grita, larga

la voz del viento...
Zumba la zamba

con una pena

de soledad...

Canta que canta

por una huella

triste de cal...

Sobre la huella, sí...

que vi blanquear...

Zumba la zamba

bajo tu helada

cruz de chañar...
Tresteza de campo santo

que estoy llevando con tu silencio.

Tu sueño de calicanto

que voy cuidando con mi recuerdo...
Zumba la zamba

con una pena

de soledad...

Canta que canta

por una huella

larga de cal...

Sobre la huella, sí...

que vi llorar...

Zumba la zamba

bajo una blanca

cruz de chañar...